# إنشاء الأعداد الحقيقية
في الرياضيات، هناك عدة طرق لتعريف نظام الأعداد الحقيقية كحقل مرتب.

## الإنشاء بواسطة متتاليات كوشي
إذا توفر فضاء حيث لمتتالية كوشي معنى (كما هو الحال في فضاء متري جذري, أي أنه فضاء حيث عرفت المسافة وأن هاته المسافة تأخذ قيما جذرية, أو بشكل أكثر عمومية, هو فضاء منتظم), فإن هناك طريقة معتادة تمكن من جعل جميع متتاليات كوشي متقاربة، تتمثل في إضافة نقط جديدة إلى الفضاء (هاته العملية تسمى الإكمال).

## الإنشاء بواسطة حد ديديكايند
انظر إلى حد ديديكايند.